# Студенчищка базилика
Студенчищката базилика „Свети Георги“ (на македонска литературна норма: Студенчишка базилика) е раннохристиянска православна базилика, чиито руини са открити край южния охридски квартал Студенчища, югозападната част на Северна Македония.

## Местоположение
Църквата се намира в полите на Петринската планина, в непосредствена близост на Билянините извори.

## История
Открита е в 1957 г., а археологическите проучвания завършват в 1968 г., когато са открити наосът, нартексът, страничните простори и баптистериумът.

## Описание
Базиликата е трикорабна с двоен атриум с басейен и празничен вход. От южната страна на нартекса се влиза в кръщелнята. Цялата вътрешна страна на писцината е била от бял мрамор. Открити са части от парапетни плочи с кръстови от едната страна, а от другата – листа на бръшлян. Според мраморните остатъци базиликата е датирана в края на V и началото на VI век.
Базиликата изобилства с подови мозайки, като най-много са в нартекса и средния кораб. Краищата на правоъгълните пространства са покрити с плетеници във формата на рибарски възел, а ъглите са изпълнени със стилизирани бели цветови на лотос. В кръглите полета, от север на юг, се редуват птици, риби във вода, кантароси, геометрични орнаменти и други. В централния дял има изолирани изображения на птици с клонки, риби една над друга, след това различни плодове: грозде, ябълка, круши, кошница с ряпа и други.
Най-впечатляващо е изображението на кантароса, от който два пауна пият вода. От кантароса излизат две клонки на бършлян със стилизирани листове в сърцевидна форма. Клонките изпълват пространството на апсидата, а пауните се изобразени стилизирано. Цветовете са розово-виолетови, жълто-портокалови, сиво-сини, маслинесто-сиви, черни и бели.